# Liacarus castaneus
Liacarus castaneus är en kvalsterart som först beskrevs av Banks 1906.  Liacarus castaneus ingår i släktet Liacarus och familjen Liacaridae. Inga underarter finns listade i Catalogue of Life.